# Archips
Archips là một chi bướm đêm thuộc tông Archipini, phân họ Tortricinae, họ Tortricidae.

## Các loài
- Archips abiephage (Yasuda, 1975)
- Archips alberta (McDunnough, 1923)
- Archips alcmaeonis (Meyrick, 1928)
- Archips alleni Tuck, 1990
- Archips arcanus Razowski, 1977
- Archips argyrospila (Walker, 1863)
- Archips asiaticus Walsingham, 1900
- Archips atrolucens (Diakonoff, 1941)
- Archips audax Razowski, 1977
- Archips barlowi Tuck, 1990
- Archips betulana (Hubner, [1787])
- Archips biforata (Meyrick, 1930)
- Archips binigrata (Meyrick, 1928)
- Archips breviplicanus Walsingham, 1900
- Archips cantinus Razowski, 2006
- Archips capsigerana (Kennel, 1901)
- Archips carteri Rose & Pooni, 2004
- Archips cerasivorana (Fitch, 1856)
- Archips ceylonicus Razowski, 1977
- Archips citimus Razowski, 1977
- Archips compitalis Razowski, 1977
- Archips crassifolianus Liu, 1990
- Archips crataegana (Hubner, [1796-1799])
- Archips davisi Kawabe, 1989
- Archips dichotoma Falkovitsh, 1965
- Archips dierli Diakonoff, 1976
- Archips dispilana (Walker, 1864)
- Archips dissitana (Grote, 1879)
- Archips eleagnana (McDunnough, 1923)
- Archips elongatus Liu, 1987
- Archips emitescens (Meyrick, in Joannis, 1930)
- Archips enodis Razowski, 1977
- Archips eupatris (Meyrick, 1908)
- Archips euryplintha (Meyrick, 1923)
- Archips eximius Razowski, 1984
- Archips expansa (Diakonoff, 1941)
- Archips fervidana (Clemens, 1860)
- Archips formosanus (Kawabe, 1968)
- Archips fraterna Tuck, 1990
- Archips fumosus Kodama, 1960
- Archips fuscocupreanus (Walsingham, 1900)
- Archips georgiana (Walker, 1863)
- Archips goyerana Kruse, 2000
- Archips grisea (Robinson, 1869)
- Archips gyraleus Diakonoff, 1982
- Archips hemixantha (Meyrick, 1918)
- Archips inanis Razowski, 1977
- Archips infumatana (Zeller, 1875)
- Archips ingentana (Christoph, 1881)
- Archips inopinatana (Kennel, 1901)
- Archips insulanus (Kawabe, 1965)
- Archips issikii Kodama, 1960
- Archips kangraensis Rose & Pooni, 2004
- Archips kellerianus Liu, 1987
- Archips limatus Razowski, 1977
- Archips machlopis (Meyrick, 1912)
- Archips magnifica Tuck, 1990
- Archips magnoliana (Fernald, 1892)
- Archips menotoma (Meyrick, 1937)
- Archips meridionalis Yasuda & Kawabe, 1980
- Archips mertias Rose & Pooni, 2004
- Archips micaceana (Walker, 1863)
- Archips mimicus Walsingham, in Swinhoe, 1900
- Archips mortuana (Kearfott, 1907)
- Archips myricana (McDunnough, 1923)
- Archips myrrhophanes (Meyrick, in Caradja, 1931)
- Archips naltarica Razowski, 2006
- Archips negundana (Dyar, 1902)
- Archips nigricaudana (Walsingham, 1900)
- Archips nigriplagana Franclemont, 1986
- Archips occidentalis (Walsingham, 1891)
- Archips opiparus Liu, 1987
- Archips oporana (Linnaeus, 1758)
- Archips pachyvalvus Liu, 1987
- Archips packardiana (Fernald, 1886)
- Archips paredraea (Meyrick, 1931)
- Archips pensilis (Meyrick, 1920)
- Archips peratratus Yasuda, 1961
- Archips philippa (Meyrick, 1918)
- Archips podana (Scopoli, 1763) - large fruit tree tortrix
- Archips pseudotermias Rose & Pooni, 2004
- Archips pulchra (Butler, 1879)
- Archips punctiseriata (Strand, 1920)
- Archips purpurana (Clemens, 1865)
- Archips rileyana (Grote, 1868)
- Archips rosana (Linnaeus, 1758) - rose tortrix
- Archips rudy Razowski, 1977
- Archips seditiosa (Meyrick, 1921)
- Archips semiferanus (Walker, 1863)
- Archips semistructa (Meyrick, 1937)
- Archips shibatai Kawabe, 1985
- Archips solida (Meyrick, 1908)
- Archips spinatus Liu, 1987
- Archips stellata Jinbo, 2006
- Archips strianus Fernald, 1905
- Archips strigopterus Liu, 1987
- Archips strojny Razowski, 1977
- Archips subrufana (Snellen, 1883)
- Archips symmetra (Meyrick, 1918)
- Archips taichunganus Razowski, 2000
- Archips taiwanensis Kawabe, 1985
- Archips termias (Meyrick, 1918)
- Archips tharsaleopa (Meyrick, in Caradja & Meyrick, 1935)
- Archips tsuganus (Powell, 1962)
- Archips unimaculata Shiraki, 1913
- Archips vagrans Tuck, 1990
- Archips viola Falkovitsh, 1965
- Archips wallacei Tuck, 1990
- Archips xylosteana (Linnaeus, 1758) - variegated golden tortrix

## Hình ảnh

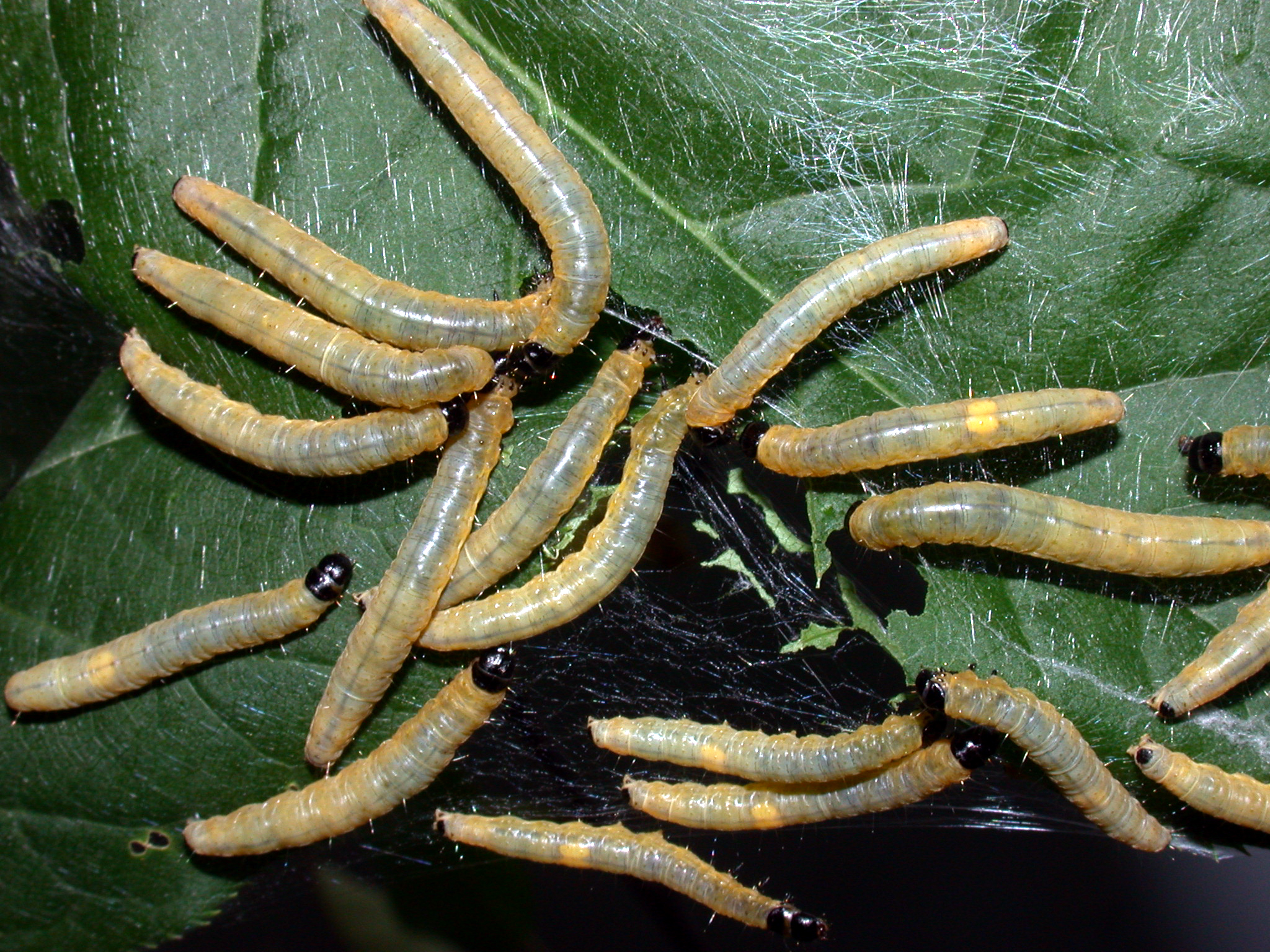
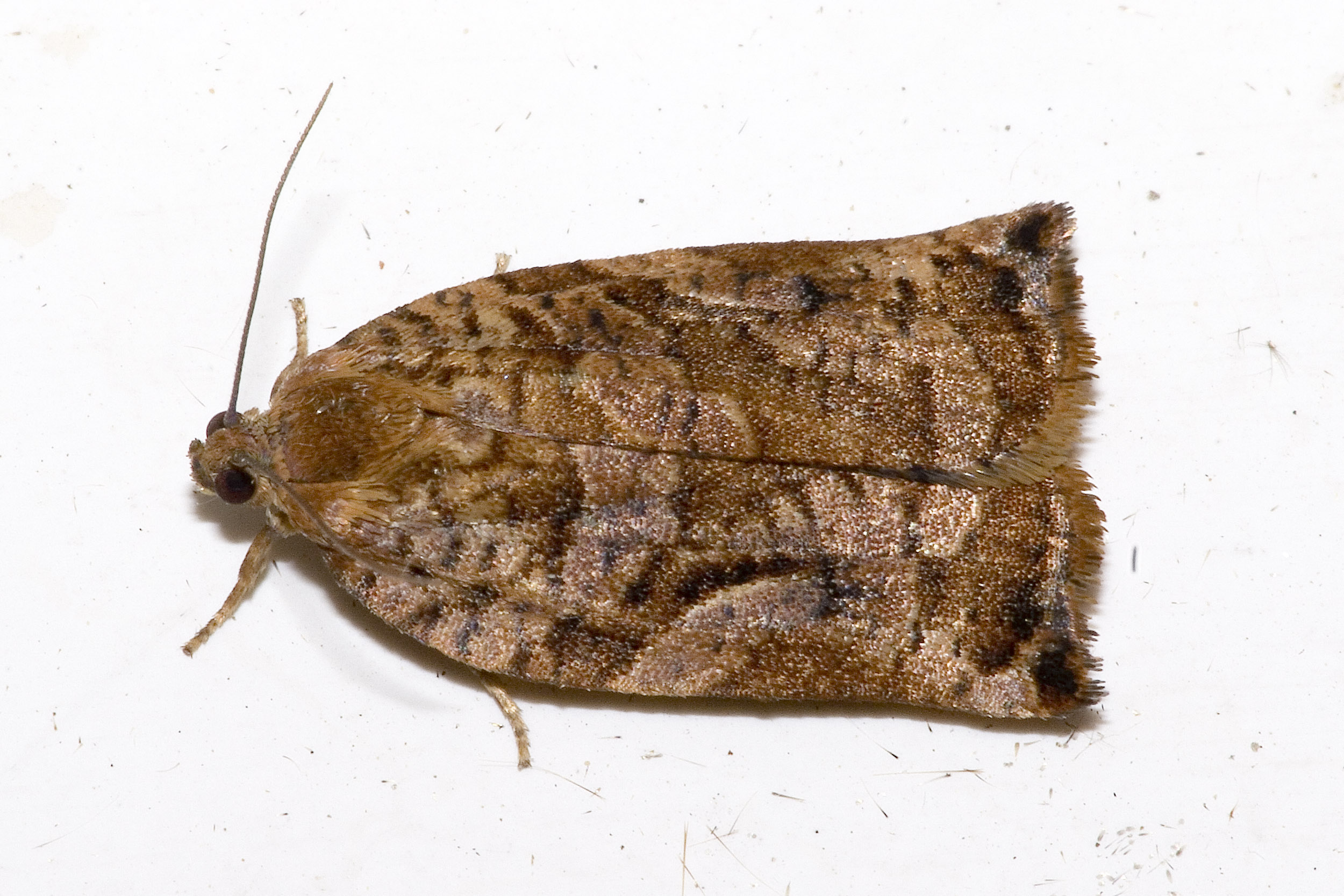
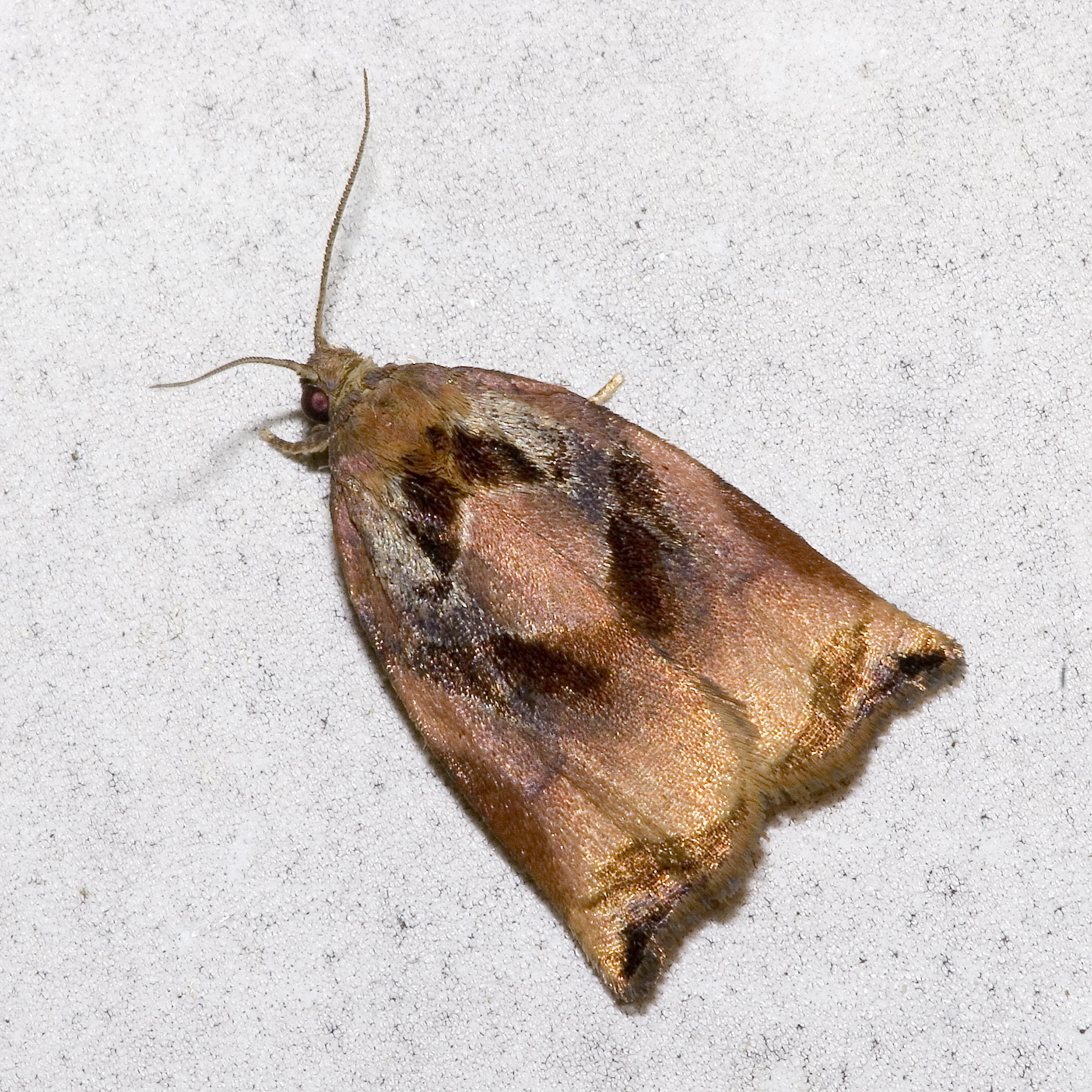
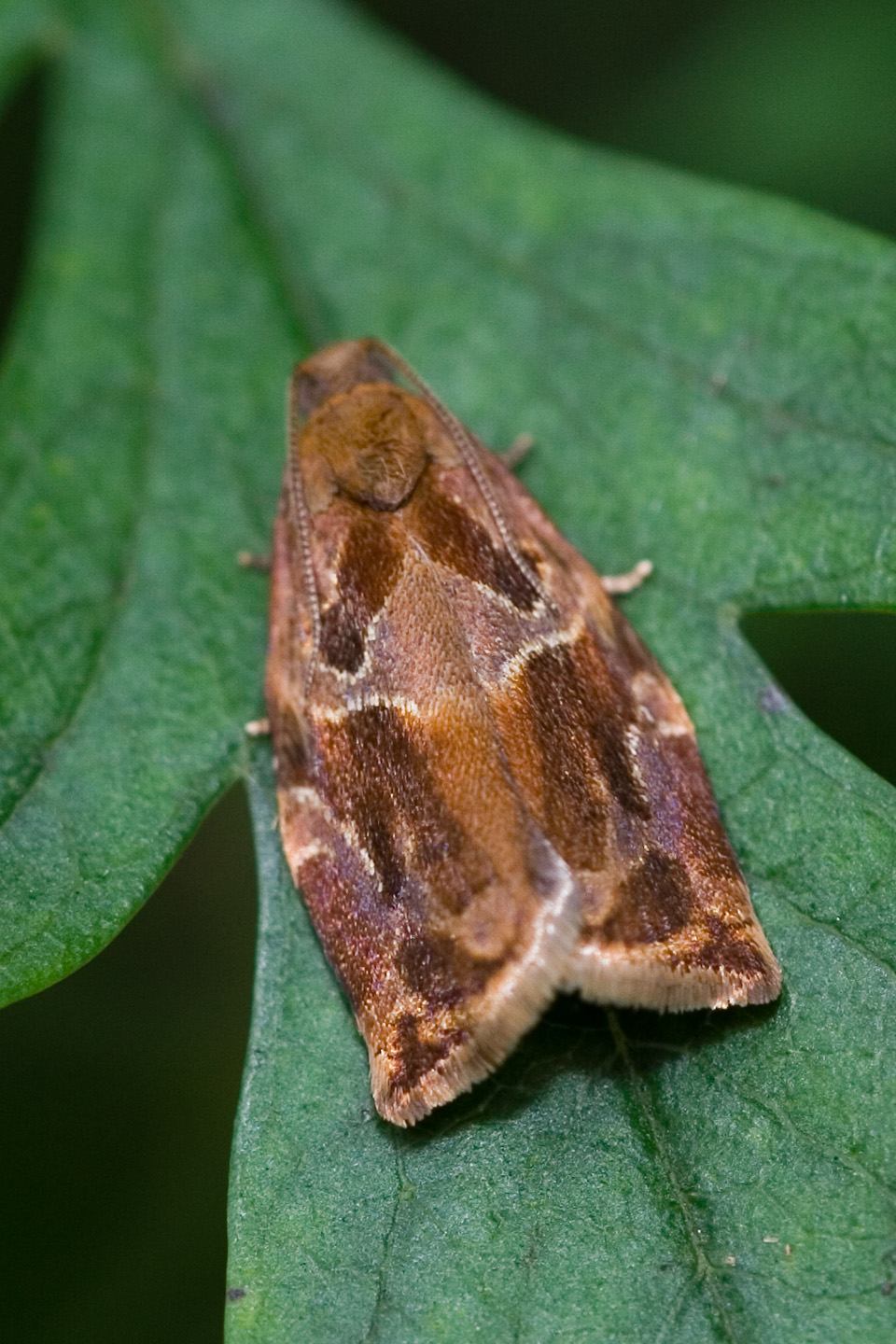